# 2010年同樂運動會

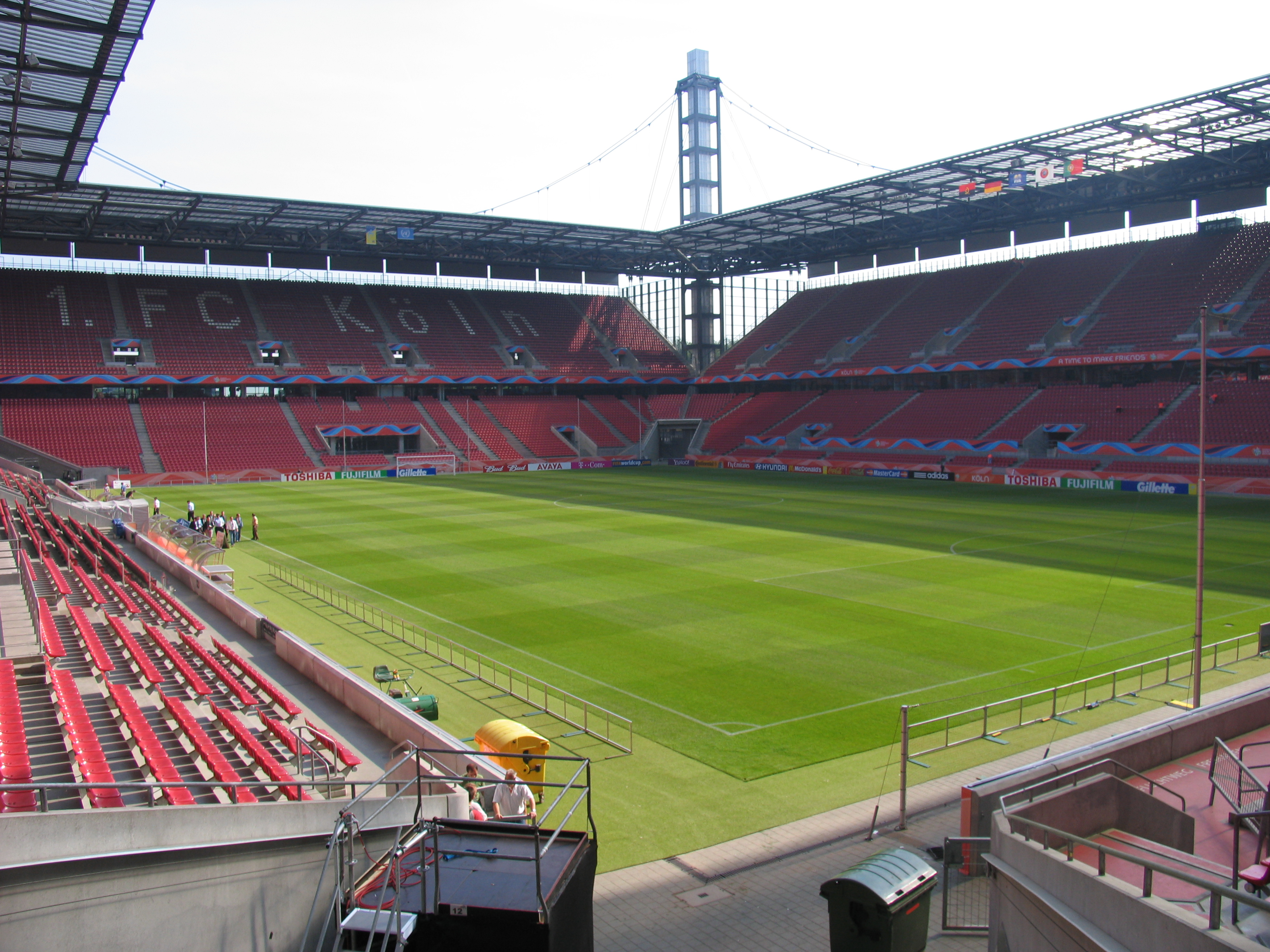
举行开幕式和闭幕式的莱茵能源体育场

2010年同志運動會（第八届同志运动会）于2010年7月31日至8月7日在德国科隆舉辦。

## 申辦過程
在2005年3月16日，同志运动会联合会宣布德国科隆、南非約翰尼斯堡及法國巴黎成為正式申辦城市。在2005年11月14日，联合会正式通過科隆為主辦城市，奪得是屆運動會的主辦權。

## 参赛国家
来自70个国家的运动员参加了本届运动会。大多数运动员来自德国（2955）、美国（2215）、英国（841）、荷兰（658）和法国（524）。

## 开幕式
当时已出柜的德国外长基多·威斯特威勒参加了在2010年7月31日举行的开幕式。
本届运动会的官方主题曲是《面对奇迹》（Facing a Miracle），歌曲是由Taylor Dayne谱写并由她在开幕式上现场演唱。

## 比赛项目
本届运动会包括35个体育项目，同时在科隆及周围地区还举办了社区和文化节目。